# Alejandra Terán
Alejandra Terán (20 gennaio 1991) è una schermitrice messicana.

## Palmarès
In carriera ha conseguito i seguenti risultati:
- Giochi Panamericani:

Guadalajara 2011: argento nella sciabola a squadre e bronzo nella spada a squadre.